# むつ市立川内小学校
むつ市立川内小学校（むつしりつ かわうちしょうがっこう）は、青森県むつ市川内町にある公立小学校。

## 概要
2011年4月に第一川内小学校と第二川内小学校を統合して開校した。なお、校舎は、第一川内小学校・第二川内小学校のどちらの校舎も使用せず、川内中学校敷地内に移転した。

## 沿革
- 2011年（平成23年）
  - 4月1日 - 第一川内小学校と第二川内小学校を統合した川内小学校開校。
  - 4月7日 - 最初の入学式挙行。最初の新入生は30名[2]。
- 2012年（平成24年）10月20日 - 新校舎落成し[3]、改築落成記念式典挙行[4]。

## 学区
- むつ市の旧川内町域[5]。

## 周辺
- むつ市立川内中学校 - 同一建物内
- 国民健康保険川内診療所[6]
- 国道338号

## アクセス
- JRバス東北下北本線「川内病院前」バス停下車。